# Cato Guldberg
Cato Maximilian Guldberg (11. srpna 1836 Christiania – 14. ledna 1902 Christiania) byl norský matematik a chemik. Pracoval na univerzitě v Oslu. Spolu se svým příbuzným Peterem Waagem v letech 1864–1877 objevili a experimentálně potvrdili základní zákon chemické rovnováhy, nazývaný též zákon akce hmoty či Guldbergův–Waagův zákon (zákon účinku hmoty, někdy nevhodně česky překládaný jako „zákon aktivní hmoty“). I když jde o jeden z vůbec nejdůležitějších zákonů chemie, tento objev vyvolal malou pozornost až do r. 1877, kdy Jacobus Henricus van 't Hoff dospěl nezávisle k podobnému vztahu a experimentálně potvrdil jeho platnost.

## Vyznamenání
- rytíř Řádu svatého Olafa – 1891
- komtur Řádu svatého Olafa – 1896
- rytíř Řádu Vasova – 1866
- Řád Dannebrog – 1872
- Řád polární hvězdy – 1882